# بخش مرکزی شهرستان ایوان
بخش مرکزی شهرستان ایوان یکی از بخش‌های تابعه شهرستان ایوان در استان ایلام در غرب ایران است . 

## تقسیمات کشوری
- دهستانهای بخش مرکزی: 
  - دهستان سراب
  - دهستان نبوت

نقاط شهری: ایوان

## جمعیت
بنابر سرشماری مرکز آمار ایران، جمعیت بخش مرکزی شهرستان ایوان در سال ۲۰۱۶ برابر با ۷۳٫۳۹۲ نفر بوده است . 